# Benoit Tranquille Berbiguier
Pour les articles homonymes, voir Berbiguier.
Benoit Tranquille Berbiguier (Caderousse, 21 décembre 1782 - Pontlevoy, 28 janvier 1838) est un flûtiste, pédagogue et compositeur français.

## Biographie
Très jeune, Berbiguier a manifesté des dispositions pour la musique, en apprenant à jouer de la flute traversière, du violon et du violoncelle sans aucun maitre ni méthode. Sa préférence allait à la flute, et comme il visait également la composition musicale, et il a écrit, pour cet instrument, un assez grand nombre d’ouvrages, d’abord faibles et informes, mais prometteurs. Encouragé par de judicieux conseils, il quitta, à l’âge de 23 ans, la maison familiale, en octobre 1805, contre la volonté de ses parents, qui le destinaient au droit, pour faire des études formelles de musique.
Il se présenta au Conservatoire de Paris, au mois de décembre 1805, et fut admis dans la classe du flutiste Johann Georg Wunderlich. Il obtint, l’année suivante, le second premier prix au concours, et fut admis, en 1807, dans la classe d’harmonie d’Henri Montan Berton. Il s’y distingua autant par ses progrès rapides que par son zèle, et fut nommé en 1808 répétiteur de la classe de flute.
Il était au nombre des flutistes appréciés et des jeunes compositeurs recherchés lorsque, à la suite des désastres de la campagne de Russie, fin décembre 1812, sa carrière musicale été interrompue lorsqu’il a été compris dans le sénatus-consulte du 11 janvier 1813 mobilisant une nouvelle armée de 350 000 jeunes conscrits.
Après les évènements de Paris, il est entré dans les gardes du corps (compagnie de Gramont), et a été du nombre des fidèles qui ont accompagné Louis XVIII à Gand. À la Seconde Restauration, n’ayant pas retrouvé sa place dans les gardes du corps, il est passé, en qualité de lieutenant, dans la légion de l'Ain, qui s'organisait à Bourges mais, fatigué de l'état militaire et désirant se livrer entièrement à la musique, il a donné sa démission en 1819.
L'un de ses amis Pierre-Louis Hus-Desforges étant violoncelliste, il composa de nombreux duos pour flute et violoncelle. Il a également écrit quinze duos, sept concerts, six solos et sept grandes sonates, ainsi que des variations, des fantaisies, des trios et des romances.
Revenu à Paris, il y a épousé, en 1823, l’une des meilleures harpistes de son temps, Mlle Plou. Affligé par la Révolution de 1830, à cause son attachement pour la famille royale de la branche ainée des Bourbons, il décida de se retirer près de son ami Hus-Desforges, à Pontlevoy, où il jouit, pendant quelques années, d’une existence heureuse, jusqu’à ce que le chagrin causé par la mort de cet ami le frappe d’un coup mortel. Après avoir accompagné les restes de son ami au cimetière, il dit à quelques amis qui l’avaient suivi pour cette cérémonie : « Dans huit jours vous viendrez ici pour moi. » Et sa prédiction s’est réalisée, car il l'a suivi dans la tombe 9 jours plus tard. Autour de 1818, ses études pour la flute traversière furent publiées, certaines d’entre elles sont toujours utilisées de nos jours pour l’apprentissage de l’instrument.
Berbiguier s’est fait un nom surtout comme compositeur pour la flute. Auteur prolifique, ses ouvrages pour cet instrument ont été longtemps classiques : il a publié, dans ce genre, un grand nombre de morceaux (études, concertos, sonates, airs variés, fantaisies, etc.) pour cet instrument, soit seul, soit associé avec une autre flute, ou avec le violon, la basse, l'alto, le piano, etc. Tous ses ouvrages ont également été publiés en Angleterre, en Allemagne, en Suisse et en Italie.

## Œuvres
- 18 exercices pour la flûte traversière
- 7 duos, op. 28
- Duo, op. 76 no 1
- 3 grands duos, op. 61
- 6 duos, op. 59
- 21 duos simples
- Ouverture de l'opéra Semiramide de Gioacchino Rossini, arrangement pour 3 flutes
- Méthode de flûte traversière
- Solo pour flûte
- Grandes études caractéristiques
- Nouvelle Méthode pour la flûte
- Six grands solos pour la flûte
- Trente Points d’orgue, ou Préludes
- Onze Concertos
- Trois Concertinos
- Onze livres de Sonates
- Vingt-deux livres de Duos originaux
- Quatre livres extraits de Mozart, Cimarosa, Rossini, etc.
- Sept livres de Trios pour trois flutes
- Idem, six pour deux flutes et alto
- Idem, trois grands Trios pour flute, violon et alto
- Neuf thèmes variés (originaux); deux Symphonies concertantes pour deux flutes
- Grand Rondo de concert
- La Vallée de Somme
- Le Souvenir du Tyrol
- Les Regrets
- Deux suites de Mélodies de salon de trois chaque (flute et piano)
- Autres Mélodies
- Idem, Duo dramatique
- La Mélancolie
- Le Pâtre de la Montagne : nouvelle Mélodie et Duettino pour flute et piano
- La Bayadère
- Le Proscrit, Mélodie élégiaque
- Six grandes Walses en études, pour flute seule
- Six Exercices élémentaires à l’usage de la flute en ut
- Une grande Méthode
- Cours élémentaire, ou Méthode succincte
- Le Souvenir de Vaucluse
- Le Rêve de la jeune Andalouse
- Le Défi
- Le Solitaire (flute et piano) ; premier Quatuor pour flute, violon, alto et basse
- Douze Airs anglais, allemands et italiens, avec des variations (flute seule)
- Les Bords du Cher, Concertino, avec piano ou orchestre
- Fantaisies pour flute, avec orchestre ou piano
- Quatorze Parties de flutes sur les Nocturnes de Boscka
- Plusieurs Ouvertures à grand orchestre
- Une Messe à trois voix, avec orchestre, exécutée, à Pont-le-Voy, à l’occasion de la solennité littéraire et de la distribution des prix de l’année scolaire 1857.